# وردة من الماضي
وردة من الماضي (بالبرتغالية: Rainha das Flores‏) هوَ مسلسل درامي برتغالي من تأليف الكسندر كاسترو وبطولة عددٍ منَ الممثلين بما في ذلك ساندرا باراتا بيلو، إيزابيل أبرو وماركو ديلجادو. 
دُبلج المسلسل للغة العربيّة في وقتٍ لاحقٍ ليبدأ عرضهُ على قناة إم بي سي 4.[بحاجة لمصدر]

## قصة المسلسل
روزا سيفيرو امرأة سعيدة وناجحة. زوجها دانيال هو حبها الحقيقي، وجنبا إلى جنب مع ابنتيها صوفيا وجوليا تشكل مركزا لحياتها. تُعرف أيضًا باسم «ملكة الزهور» لأنها المالك الشغف لشركة "Floriz" التي أسستها.
بما أن روزا متدينة، تقرر القيام بحج لتشكر الله على كل الأشياء الطيبة التي حدثت لها. لكن بالنسبة لروزا، ينتهي الحج بمأساة. أصيبت روزا بسيارة وسقطت في غيبوبة. بعد عدة أسابيع، تستيقظ روزا في عالم غريب تمامًا عليها. لأنها فقدت الذاكرة ونسيت السنوات الخمس عشرة الماضية. وتصبح غريبة على نفسها ولا تتعرف على أي شخص من حولها.
فجأة تسأل روزا أختها نارسيسا وتفاجئ الجميع لأنها لم تتذكرها من قبل. دانيال يتتبع نارسيسا ويجدها تعيش حياة بسيطة وفقيرة مع ابنها برونو. ما لا يشك أحد أن نارسيسا لديها سر مقلق أدى إلى عزل الشقيقتين في الماضي. بما أن روز لا تستطيع أن تتذكر هذا الحدث الرهيب بسبب فقدان الذاكرة، فإنها تسمح لشقيقتها بالعودة إلى حياتها وبالتالي فهي تقع في فخ خطير. تعتقد نارسيسا أن الحياة كانت غير عادلة لها، وبسبب الكراهية والجشع، تسرق متجر روزا للزهور. وتريد أيضًا أن تدمر سعادة روزا تمامًا، وتواصل خداعها.
تقع روزا في حب مارسيلو، الطبيب الذي أنقذ حياتها، لكن هذا الحب يقف ضد الخلل الذي يجعلها تنفصل عن كل ما تحبه، مهنيا وفي المنزل. لكن المصير يتحول عندما تدرك روزا، مثل الصدمة الكهربائية الناجمة عن ذكريات الماضي والذكريات القديمة، خداع أختها. منذ ذلك الحين، ناضلت روزا لاستعادة محل بيع الزهور واستعادة الحب الحقيقي لحياتها، دانيال.

## المواسم
| Fases | Fases | الحلقات | الحلقات | البث الأصلي    | البث الأصلي    |
| Fases | Fases | الحلقات | الحلقات | البث الأول     | البث الأخير    |
| ----- | ----- | ------- | ------- | -------------- | -------------- |
|       | 1     | 180     | 180     | 9 مايو 2016    | 19 ديسمبر 2016 |
|       | 2     | 124     | 124     | 20 ديسمبر 2016 | 13 مايو 2017   |

## روابط خارجية
- وردة من الماضي على موقع IMDb (الإنجليزية)
- وردة من الماضي على موقع كينوبويسك (الروسية)
- وردة من الماضي على موقع قاعدة بيانات الفيلم (الإنجليزية)